# Donazione di Roma

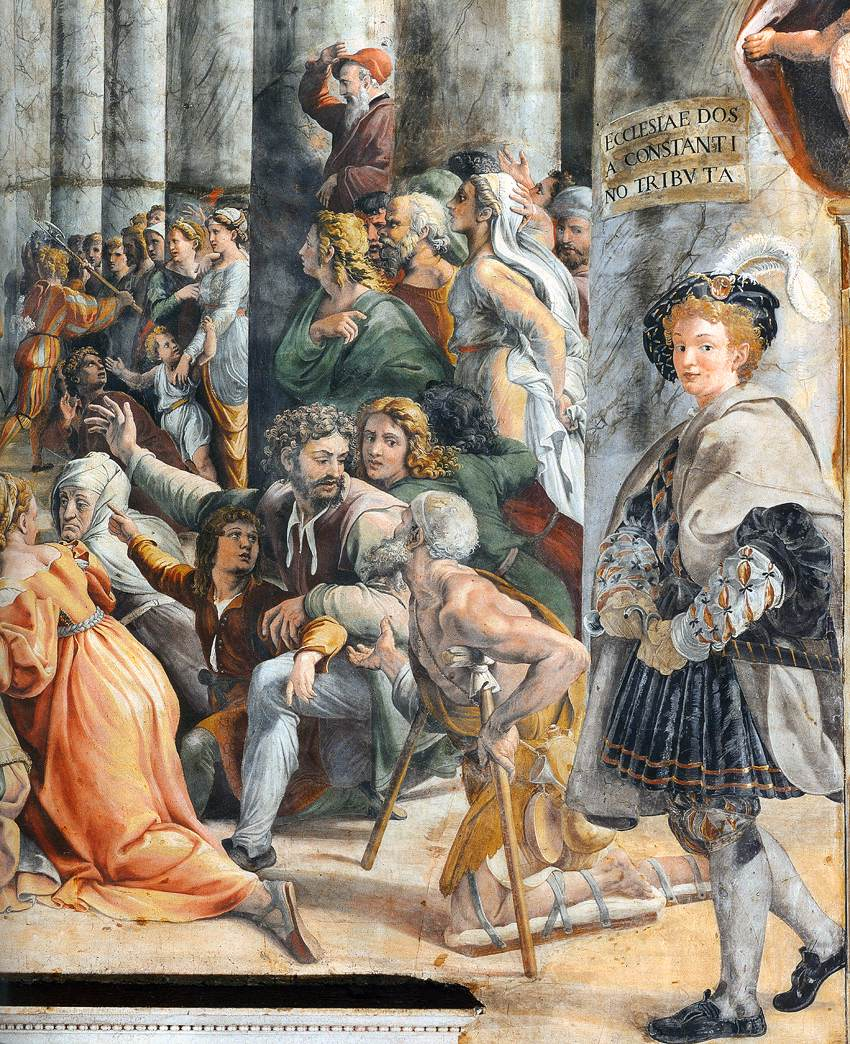
Dettaglio

Il Donazione di Roma è un affresco della scuola di Raffaello Sanzio, databile al 1520-1524 e situato nella Sala di Costantino, una delle Stanze Vaticane.

## Storia
La decorazione della Sala di Costantino, l'ultima delle Stanze, venne commissionata da Leone X nel 1517. Il Sanzio, preso da mille impegni, fece appena in tempo a disegnare i cartoni e avviare una sorta di arriccio per la prima parete, prima di morire improvvisamente il 6 aprile 1520. L'opera venne allora continuata dai suoi allievi, tra cui spiccavano soprattutto Giulio Romano e Giovan Francesco Penni.
Nel 1524, all'epoca di Clemente VII, la decorazione doveva essere già terminata, quando il Romano partì per Mantova. Sviluppando i temi della Stanza di Eliodoro e di quella dell'Incendio di Borgo, la Sala di Costantino è dedicata alla vittoria del cristianesimo sul paganesimo e all'affermazione ed il primato della Chiesa romana, con evidenti richiami alla delicata situazione contemporanea. Durante la Repubblica Romana instaurata dai giacobini e successivamente nel periodo napoleonico, i francesi elaborarono alcuni piani per staccare gli affreschi e renderli portabili. In fatti, venne espressero il desiderio di rimuovere gli affreschi di Raffaello dalle pareti delle Stanze Vaticane e inviarli in Francia, tra gli oggetti spediti al Musee Napoleon delle spoliazioni napoleoniche, ma questi non vennero mai realizzati a causa delle difficoltà tecniche e i tentativi falliti e disastrosi dei francesi presso la Chiesa di San Luigi dei Francesi a Roma. L'esecuzione della Donazione di Roma è di solito riferita a Giulio Romano (Passavant e Cavalcaselle), forse con l'aiuto del Penni e di Raffaellino del Colle.

## Descrizione e stile
La Donazione di Costantino è l'episodio leggendario secondo cui l'imperatore romano fece dono a papa Silvestro I della città di Roma e dei territori pertinenti, fondando il potere temporale del vescovo di Roma. In realtà tale episodio è un falso storico, come provò già Lorenzo Valla nel 1440. I pontefici medicei, sotto i cui pontificati fu completata la decorazione, ignorarono però tale confutazione concludendo tutto il ciclo storico a celebrazione del papato proprio con questa scena.
La scena è ambientata all'interno di un edificio che ricorda l'antica basilica di San Pietro, con la lunga navata paleocristiana in prospettiva, l'abside decorata da mosaici e la tomba dell'apostolo Pietro con le colonne tortili in fondo presso l'altare. In secondo piano, dietro una serie di personaggi con pose riprese da altri affreschi raffaelleschi (l'Incendio di Borgo, la Messa di Bolsena) e che hanno il compito di dirigere l'occhio dello spettatore in profondità, si svolge la scena della donazione. Il papa, seduto sulla cattedra, riceve dall'imperatore una statua dorata della Dea Roma, simbolo della sovranità sulla città.
Vasari elencò vari ritratti tra i personaggi: Giulio Romano, Baldassarre Castiglione, Giovanni Pontano, il Marullo e altri.
Sulle colonne in primo piano si leggono le iscrizioni: "Iam Tandem Christum Libere Profiteri Licet" (sinistra) e "Ecclesiae Dos a Constantino Tributa" (destra).